# Tarano
Tarano es una localidad italiana situada en la provincia de Rieti, en Lacio. Tiene una población estimada, a fines de junio de 2022, de 1374 habitantes.

## Evolución demográfica
| Gráfica de evolución demográfica de Tarano entre 1861 y 2022 |
|                                                              |
| Fuente: ISTAT - Elaboración gráfica por parte de Wikipedia   |